# Retrato de Margaret Stonborough-Wittgenstein
El Retrato de Margaret Stonborough-Wittgenstein (en alemán, Porträt der Margaret Stonborough-Wittgenstein) es una pintura al óleo sobre lienzo (179,8 × 90,5 cm) encargada por el magnate austríaco Karl Wittgenstein a Gustav Klimt en 1905, como regalo de boda para su hija Margaret. Se conserva en la Neue Pinakothek de Múnich.

## Historia
Margaret Wittgenstein era la quinta de los ocho hijos de Karl Wittgenstein y su esposa Leopoldine Kalmus. La familia era, gracias a la fortuna acumulada por el padre en el sector de la industria metalúrgica y siderúrgica, de las más ricas del Imperio austro-húngaro. Gracias a su considerable patrimonio y gusto por el arte, los Wittgenstein ejercieron una intensa labor de mecenazgo a favor de músicos y pintores; por ejemplo Karl Wittgenstein había financiado la construcción del Pabellón de la Secesión en Viena y la realización del panel Filosofía de Gustav Klimt.
El 7 de enero de 1905 Margarete se casó con el industrial neoyorquino Jerome Stonborough (debido a este matrimonio su nombre es a menudo escrito con la grafía inglesa "Margaret" en lugar de la alemana "Margarete"). Fue en esta ocasión, poco antes del matrimonio, que Klimt pintó por encargo del padre de la esposa el famoso retrato.
El retrato, sin embargo, no gustó a la modelo, y acabó relegado en un desván. En 1960, después de la muerte de Margaret Stonborough-Wittgenstein, fue adquirido por la Neue Pinakothek de Múnich, donde se exhibe.

## Margarete Wittgenstein
Margarete Wittgenstein (1882-1958), conocida como "Gretl" era hija del magnate del acero de ascendencia judía Karl Wittgenstein y la quinta de ocho hermanos. El filósofo Ludwig Wittgenstein y el pianista Paul Wittgenstein eran sus hermanos. Otros tres hermanos se suicidaron, se cree que debido a la crianza estricta y exigente impartida por su progenitor.
Desde la adolescencia, Margarete fue una joven de espíritu libre muy conocida en los círculos intelectuales vieneses. Interesada en la ciencia, se sumergió en las matemáticas y la química, lo que era muy inusual en una mujer de su estatus. Era amiga de Sigmund Freud, a quien ayudó a huir a Estados Unidos en 1939. Compartió la pasión por la filosofía con su hermano Ludwig y el amor por la música con Paul. También fue una dibujante talentosa.
En 1905 se casó con el rico médico, industrial y terrateniente Jerome Stonborough de Nueva York. Un año antes, su padre encargó el retrato como regalo de boda. En 1923 se divorciaría de su marido.
En 1904 comenzó a visitar el estudio de Klimt, que tomó numerosos bocetos que se conservan.

## Descripción y estilo
El retrato es un óleo sobre lienzo de 179,8 × 90,5 cm. La hermosa dama, de piel pálida y cabello negro, pintada de cuerpo entero, de tres cuartos, en una «pose formal», luce un vestido blanco de brillante terciopelo acompañado de una estola con largos flecos, también blanca, con flores recamadas; creando un delicado efecto de tono sobre tono. El vestido tiene un escote barco (recto de hombro a hombro), realzando hombros y cuello. Mira hacia fuera del cuadro, perdida en sus pensamientos, como experimentando un momento de revelación espiritual. Las manos permanecen fuertemente unidas y los pies quedan fuera del cuadro. La cabeza se ve enmarcada por un motivo del fondo, un recurso luego habitual del pintor.
Sobre el fondo plano y predominantemente gris se presentan superficies rectangulares, de aspecto cubista; como es típico de Klimt, hacen del cuadro un compromiso entre el naturalismo del cuerpo y el decorativismo geométrico del fondo.
La pintura se considera entre las «más notables y concentradas» de Klimt, a pesar del escaso aprecio de la misma Margaret Stonborough-Wittgenstein.